# Obrium planicolle
Obrium planicolle är en skalbaggsart som beskrevs av Hovore och Chemsak 1980. Obrium planicolle ingår i släktet Obrium och familjen långhorningar. Inga underarter finns listade i Catalogue of Life.